# Blase Joseph Cupich
Blase Joseph kardinál Cupich (* 19. března 1949, Omaha) je americký římskokatolický duchovní a od září 2014 arcibiskup chicagský. Předtím zastával úřad biskupa diecéze Spokane (2010–2014) a Rapid City (1998–2010). Dne 19. listopadu 2016 jej papež František jmenoval kardinálem.

## Život
Narodil se do rodiny chorvatského původu. Studoval v Římě na Papežské univerzitě Gregoriana a Pontifical North American College. Na kněze byl vysvěcen 16. srpna 1975.
Byl jmenován biskupem diecéze Spokane (2010–2014) a Rapid City (1998–2010). Od září 2014 je arcibiskupem arcidiecéze Chicago.

### Postoje
Svým kněžím a seminaristům zakázal účast na demonstracích před gynekologickými klinikami, kde se prováděly interrupce, protože tento způsob protestu nepovažoval za vhodný. Podporuje sice církevní postoj k interrupcím, ale za stejně důležitá témata považuje hlad nebo nezaměstnanost.
Nepodporuje katolický tradicionalismus. Z Chicaga vypověděl Institut Krista Krále a zakázal mši svatou podle misálu z roku 1962.